# Emphyteuse
Als Emphyteuse (griechisch ἐμφυτεύειν „einpflanzen“, griechisch ἐμφύτευσις „Einpflanzung“) bezeichnete man ein Leiheverhältnis an Grundstücken, das der Erbpacht ähnlich ist. 

## Geschichte
Im 5. Jahrhundert verschmolzen die älteren Formen des ius emphyteuticum und des ius perpetuum zu einem einheitlichen Rechtsinstitut, das Kaiser Zenon als ius emphyteuticarium 476/484 kodifizierte. Seine Konstitution beschrieb das Recht als einen Vertrag eigener Art, der durch Schriftform bekräftigt wurde. Der Codex Iustinianus regelte die Emphyteuse gemäß dem Vorbild der Konstitutionen Zenons. Der Pächter (lateinisch Emphyteuta) muss eine jährliche Abgabe leisten und das Geliehene sorgfältig bebauen bzw. urbar machen. Er kann das emphyteutische Recht am Grund veräußern, muss dem Eigentümer (lateinisch dominus) aber eine Abgabe vom Verkaufserlös (lateinisch Laudemium) zahlen. Der Eigentümer kann im Verkaufsfall das Gut innerhalb von zwei Monaten wieder an sich ziehen.
Im Mittelalter verstand man unter dem Begriff Emphyteuse das vererbliche und veräußerliche dingliche Recht, ein fremdes, fruchttragendes Grundstück zu bewirtschaften und Früchte aus ihm zu ziehen. Der Emphyteuta hatte am fremden Grundstück das vollständige Nutzungsrecht und über dasselbe die Verfügungsbefugnis wie ein Eigentümer, jedoch mit der Einschränkung, dass er das Grundstück nicht verschlechtern durfte. Dem Eigentümer hatte er eine jährliche Abgabe zu zahlen und diesem den beabsichtigten Verkauf des Erbpachtrechtes anzuzeigen. Im Falle des Verkaufs hatte der Erbpächter dem Grundherrn einen gewissen Prozentsatz vom Verkaufspreis (das sogenannte Laudemium) zu zahlen.